# Stadion an der Kreuzeiche
Lo Stadion an der Kreuzeiche è uno stadio sito nella città tedesca di Reutlingen nel Baden-Württemberg.
La struttura ospita le gare casalinghe del SSV Reutlingen 05, principale club calcistico cittadino; inoltre, nel 2014, lo stadio è stato provvisoriamente utilizzato dai Kickers Stoccarda a causa dell'inagibilità del loro campo casalingo, il Gazi-Stadion auf der Waldau, in via di ristrutturazione.

## Storia
Lo stadio fu inaugurato nel 1953 e ristrutturato nel 2002: il 9 marzo di quell'anno la tribuna centrale venne chiusa al pubblico, abbattuta e successivamente ricostruita. La nuova tribuna venne inaugurata il 14 gennaio 2003 con una gara amichevole contro il Bayern Monaco. I costi sostenuti per la ristrutturazione causarono tuttavia problemi di bilancio al SSV Reutlingen, che nel 2003 perse la licenza nazionale e retrocesse nel campionato di Oberliga (quinta divisione tedesca).

## Settori e capacità
Lo stadio è diviso nei seguenti settori
- Tribuna centrale coperta (dotata di 5 228 posti con seggiolino)
- Gradinata e curve scoperte (dotate di 10 000 posti, di cui 1200 per le tifoserie ospiti)

## Competizioni internazionali
Lo stadio ha accolto due partite valide per il campionato europeo femminile di calcio 2001.
| Reutlingen 28 giugno 2001                                                                                       | Francia   | 3 – 4                                         | Danimarca | Stadion an der Kreuzeiche |
| \| \| \| \| \| Pichon 21' Beghé 27' Blouet 83' \| Marcatori \| Krogh 15', (rig.) 90' Bonde 19' Andersson 71' \| |           |                                               |           |                           |
| |           |                                               |           |                           |
| Pichon 21' Beghé 27' Blouet 83'                                                                                 | Marcatori | Krogh 15', (rig.) 90' Bonde 19' Andersson 71' |           |                           |

| Reutlingen 28 giugno 2001                                  | Norvegia  | 1 – 1       | Italia | Stadion an der Kreuzeiche |
| \| \| \| \| \| Mellgren 16' \| Marcatori \| Guarino 14' \| |           |             |        |                           |
|                                                            |           |             |        |                           |
| Mellgren 16'                                               | Marcatori | Guarino 14' |        |                           |

## Incontri di selezioni nazionali di calcio
Il 15 novembre 2003 la nazionale femminile tedesca ottenne presso lo stadio di Reutlingen una delle migliori vittorie della sua storia, sconfiggendo il Portogallo per 13-0.
Il 26 maggio 2008 lo stadio ospitò una gara amichevole tra Polonia e Macedonia, terminata 1-1.